# B.E.R
B.E.R은 틴 타이탄 GO!에서 캐릭터 사이보그가 좋아하는 음악을 만든 밴드다.

## 변신후
- 사이보그-사이보그
- 비스트보이-비스트보이
- 로빈-로빈
- 스타파이어-스타파이어
- 레이븐-레이븐
- B-로봇
- E-로봇
- R-독수리
- 용-용
- 가수들 1명은 곰 5명은 합체 로봇

## 줄거리
B.E.R의 곡은 찬란히 빛나는 이 밤, 영원히 등이 있다. 그 노래를 들으면 마법의 세계로 간다. 그 세계에는 빛나는 차원을 빼앗으려는 용이 있다. 그 용은 빛나는 차원에 들어온 사람을 공격해 노래를 빼앗으려 한다. 틴 타이탄이 빛나는 차원에 들어가 용과 싸우다 용이 차원을 열어 사이보그를 제외하고 모두 원래세계로 돌아간다. 사이보그를 구하러 많은 가수들에게 부탁하지만 모두 쫓겨나고 비스트보이가 B.E.R 중 한명을 찾아오고 B.E.R이 모여서 차원을 열지만 싸우지 못하고 있을 때 부탁했던 가수들이 찬란히 빛나는 이밤을 불러 차원으로 들어와 힘을 얻어 보초를 물리치고 B.E.R 로봇이 나타나 용을 물리친다.